# Denis Walentinowitsch Manturow

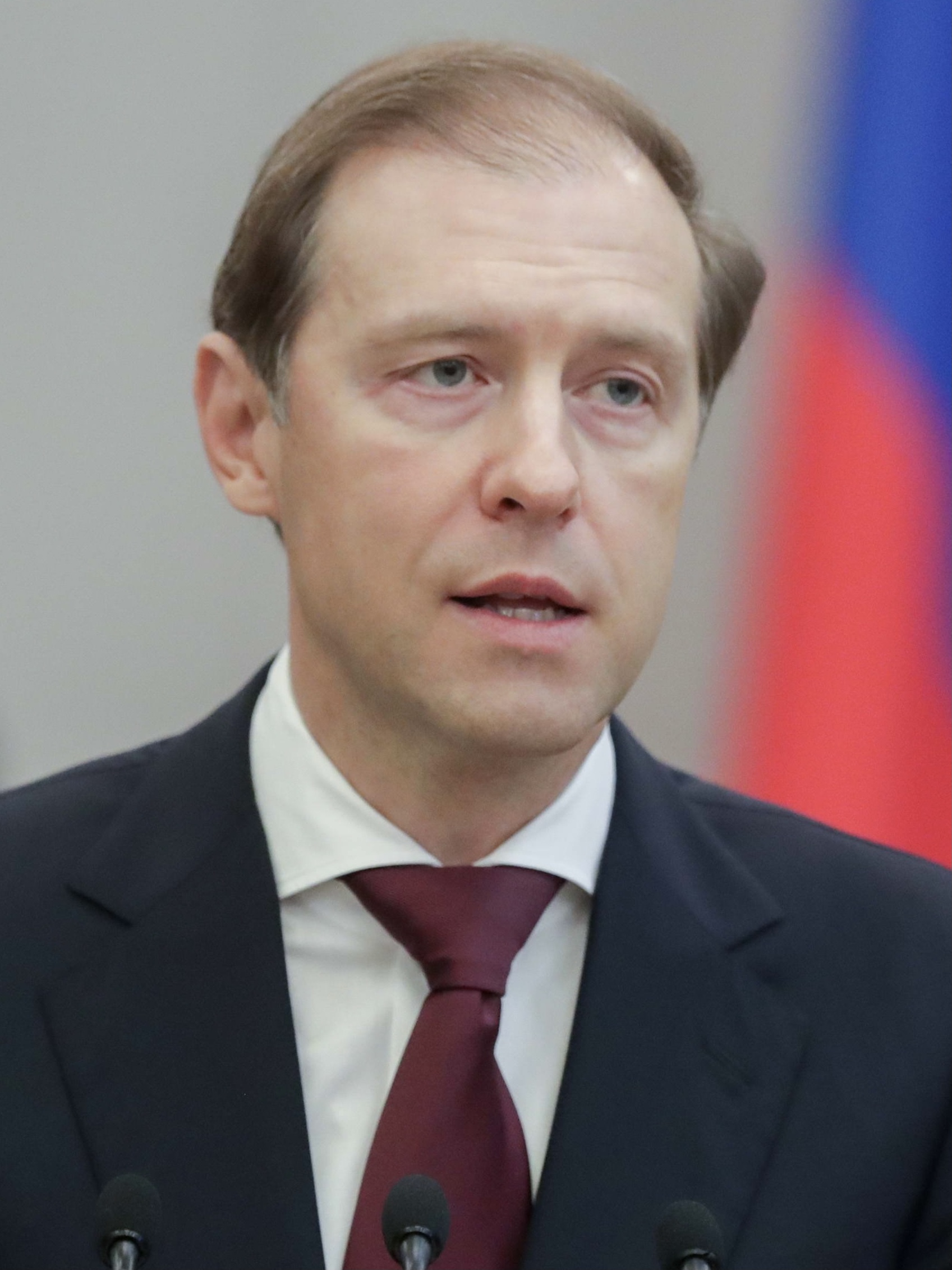
Denis Walentinowitsch Manturow (2020)

Denis Walentinowitsch Manturow (russisch Денис Валентинович Мантуров; * 23. Februar 1969 in Murmansk) ist ein russischer Politiker. Er ist seit dem 15. Juli 2022 Vize-Ministerpräsident der Russischen Föderation. Er bekleidet den Rang eines Wirklichen Staatsrats 1. Klasse der Russischen Föderation.

## Leben
Manturow studierte Soziologie an der Lomonossow-Universität Moskau und danach Rechtswissenschaften an der „Russischen Präsidenten-Akademie für Staatsdienst“. Er wurde 2011 Hochschullehrer am Moskauer Staatlichen Luftfahrtinstitut.
Von 2001 bis 2003 bekleidete Manturow den Posten des stellvertretenden Vorsitzenden der „Staatlichen Investitionskörperschaft“ (Gosinkor) in Russland. Zwischen 2003 und 2007 leitete er die Beteiligungsgesellschaft Oboronprom. 2007 wurde er zum stellvertretenden Minister für Industrie und Handel der Russischen Föderation befördert, bevor er im Februar 2012 vom damaligen Ministerpräsidenten Russlands Wladimir Putin zum Nachfolger von Wiktor Christenko als Minister für Industrie und Handel ernannt wurde.
In einem Interview mit der französischen Finanz-Zeitung Les Échos im Juli 2017 zeigte sich Manturow erfreut über die westlichen Sanktionen gegen Russland: „Die Sanktionen wirkten sich positiv auf die Entwicklung der heimischen Produktion aus. Wir sind sehr an der Verlängerung dieser Restriktionsmaßnahmen interessiert. Dank dem westlichen Lebensmittel-Embargo wächst die landwirtschaftliche Produktion in Russland jährlich um 4 bis 5 Prozent.“
Am 15. Juli 2022 wurde Denis Manturow als Nachfolger von Juri Borissow zum  Vize-Ministerpräsidenten der Russischen Föderation ernannt.

## Privates
Manturow ist verheiratet und hat zwei Kinder.

## Preise und Auszeichnungen (Auswahl)
- Verdienstorden für das Vaterland IV. Klasse
- Orden der Ehre
- Orden der Freundschaft